# Selaginella lakkidiana
Selaginella lakkidiana är en mosslummerväxtart som beskrevs av Nisha, Nampy och Joby. Selaginella lakkidiana ingår i släktet mosslumrar, och familjen mosslummerväxter. Inga underarter finns listade i Catalogue of Life.